# 山口正明
山口 正明（やまぐち まさあき、1955年3月7日 - ）は、日本の実業家。東洋エンジニアリング株式会社取締役会長。

## 人物・経歴
神奈川県出身。1977年横浜国立大学経営学部卒業、東洋エンジニアリング入社。経理財務本部長代行を経て、2007年執行役員経理財務本部長に昇格。2013年取締役常務執行役員 Chief Financial Officer。2017年から取締役会長を務めた。2018年3月期には268億の赤字となり、代表取締役社長は永松治夫に交代したが、取締役会長は留任となった。2020年3月31日付で会長職から退任した。